# Dominique Kivuvu
Kisoka Jeadot (Dominique) Kivuvu (Amsterdam, 16 september 1987) is een Nederlands voormalig voetballer van Angolese komaf die als middenvelder speelde. Hoewel hij in de jeugd voor Nederland onder 21 speelde, debuteerde hij in september 2009 in het Angolees voetbalelftal.

## Carrière

### Telstar
Kivuvu debuteerde in het seizoen 2005/2006 in het betaald voetbal bij Stormvogels Telstar. Eerder kwam hij uit voor Neerlandia. De Amsterdammer speelde twaalfmaal in zijn eerste seizoen.

### N.E.C.
Kivuvu maakte toen de overstap naar Eredivisionist N.E.C., waar de middenvelder een contract tekende tot 2010.Na wat invalbeurten en een basisplaats in een bekerwedstrijd, maakte Kivuvu op 26 november 2006 zijn debuut in de basis van N.E.C., in de thuiswedstrijd tegen Feyenoord. Hij scoorde en werd tot Man of the Match gekozen. In zijn laatste twee seizoenen kwam hij bij N.E.C. steeds minder aan spelen toe. In januari 2010 was hij op proef bij Middlesbrough FC maar kreeg geen contract aan geboden.

### CFR Cluj
Nadat zijn contract bij N.E.C. in de zomer van 2010 afgelopen was, tekende hij in juni 2010 een contract voor drie jaar bij CFR Cluj uit Roemenië. Op 18 juli 2010 maakte hij zijn debuut voor Cluj in de wedstrijd om de Roemeense Supercup tegen Unirea Urziceni. In de na penalty's gewonnen wedstrijd maakte hij zowel de eerste treffer voor Cluj als de gelijkmaker middels een eigen doelpunt. Op 24 januari 2011 maakte amateurclub FC Horst bekend dat Kivuvu wegens heimwee per direct de overstap naar deze club zou maken. Een dag later werd echter toegegeven dat het om een grap ging. In januari 2012 werd hij tot de zomer door Cluj verhuurd aan het Zweedse Mjällby AIF, waarna hij weer terugkeerde bij Cluj. Daar kwam hij niet aan spelen toe en in augustus 2013 werd zijn contract ontbonden.

### Angola
Kivuvu had toen net zijn achillespees gescheurd. In 2014 was hij meermaals op proef bij FC Eindhoven. In januari 2015 tekende hij bij Kabuscorp SC in Angola. In juni van dat jaar werd zijn contract na een trainerswissel ontbonden. Later die zomer tekende hij een contract tot eind 2015 bij Progresso Associação do Sambizanga.

### Latere carrière
Op 8 januari 2016 werd bekend dat Kivuvu bij zijn oude club N.E.C. zijn conditie op peil houdt. In het seizoen 2016/17 speelde Kivuvu voor FC Oss gaat spelen. Hij ging daar vanaf maart 2016 al meetrainen. In 2017 liep zijn contract af. In februari 2018 sloot hij aan bij DOVO waar hij al meetrainde. Medio 2018 ging Kivuvu naar DUNO. In het seizoen 2019/20 speelt Kivuvu voor ZSGOWMS.

## Statistieken
| Seizoen | Club                | Land      | Competitie     | Competitie | Competitie | Beker | Beker | Internationaal | Internationaal | Overig | Overig | Totaal | Totaal |
| Seizoen | Club                | Land      | Competitie     | Wed.       | Dlp.       | Wed.  | Dlp.  | Wed.           | Dlp.           | Wed.   | Dlp.   | Wed.   | Dlp.   |
| ------- | ------------------- | --------- | -------------- | ---------- | ---------- | ----- | ----- | -------------- | -------------- | ------ | ------ | ------ | ------ |
| 2005/06 | Stormvogels Telstar | Nederland | Eerste Divisie | 12         | 0          | 0     | 0     | 0              | 0              | 0      | 0      | 12     | 0      |
| 2006/07 | N.E.C.              | Nederland | Eredivisie     | 23         | 1          | 0     | 0     | 0              | 0              | 0      | 0      | 23     | 1      |
| 2007/08 | N.E.C.              | Nederland | Eredivisie     | 22         | 0          | 2     | 0     | 0              | 0              | 3      | 1      | 27     | 1      |
| 2008/09 | N.E.C.              | Nederland | Eredivisie     | 19         | 0          | 3     | 0     | 4              | 0              | 0      | 0      | 26     | 0      |
| 2009/10 | N.E.C.              | Nederland | Eredivisie     | 11         | 0          | 2     | 0     | 0              | 0              | 0      | 0      | 13     | 0      |
| 2010/11 | CFR Cluj            | Roemenië  | Liga 1         | 22         | 1          | 1     | 0     | 4              | 0              | 1      | 1      | 28     | 2      |
| 2011/12 | CFR Cluj            | Roemenië  | Liga 1         | 3          | 0          | 1     | 0     | 0              | 0              | 0      | 0      | 4      | 0      |
| 2011/12 | Mjällby AIF         | Zweden    | Allsvenskan    | 16         | 3          | 0     | 0     | 0              | 0              | 0      | 0      | 16     | 3      |
| 2012/13 | CFR Cluj            | Roemenië  | Liga 1         | 0          | 0          | 2     | 0     | 0              | 0              | 0      | 0      | 2      | 0      |
| 2015    | Kabuscorp SC        | Angola    | Girabola       | ?          | ?          | ?     | ?     | ?              | ?              | ?      | ?      | ?      | ?      |
| 2015    | Progresso Sambizang | Angola    | Girabola       | ?          | ?          | ?     | ?     | ?              | ?              | ?      | ?      | ?      | ?      |
| 2016/17 | FC Oss              | Nederland | Jupiler League | 28         | 1          | 1     | 0     | 0              | 0              | 0      | 0      | 29     | 1      |
| Totaal  | Totaal              | Totaal    | Totaal         | 156        | 6          | 12    | 0     | 8              | 0              | 4      | 2      | 180    | 8      |

## Interlandcarrière
Kivuvu is een speler met een Angolese achtergrond en had daardoor de keuze om te voetballen voor vertegenwoordigende elftallen van Nederland of Angola. Hij koos in de jeugd voor Nederland en werd opgenomen in de voorselectie van Foppe de Haan voor Het Olympisch elftal. In 2009 koos Kivuvu alsnog voor Angola en maakte hij op 5 september 2009 zijn interlanddebuut in een oefenwedstrijd tegen Senegal. Na nog enkele oefenwedstrijden werd hij in december 2009 niet opgenomen in de definitieve selectie voor de African Cup of Nations 2010 dat in Angola gehouden werd. Ook in 2012 miste hij de selectie voor de Afrika Cup.

## Erelijst
- Roemeense Supercup: 2010
- Kampioen Liga 1: 2012
- Districtsbeker Oost: 2019